# Margarornis
Margarornis is een geslacht van zangvogels uit de familie van de ovenvogels (Furnariidae).

## Soorten
Het geslacht omvat de volgende soorten:
- Margarornis bellulus – Schone boomloper
- Margarornis rubiginosus – Rode boomloper
- Margarornis squamiger – Parelboomloper
- Margarornis stellatus – Bruinvlekboomloper